# Wing-Man
Wing-Man (japanisch ウイングマン) ist eine Manga-Serie von Masakazu Katsura, die von 1983 bis 1985 in Japan erschienen ist. Ab 1984 erschien eine Anime-Adaption von Studio Toei Animation.

## Inhalt
Kenta Hirono träumt davon, selbst ein Superheld zu sein. Zu diesem Zweck erschafft er seinen eigenen Superhelden namens Wing-Man. Er lebt in der Schule seine Fantasie aus, in der er Wing-Man ist. Dann fällt eines Tages vor Kenta ein Mädchen vom Himmel. Aoi Yume ist die Prinzessin des Traumlandes Botoreem. Sie besitzt ein Buch namens Dream Note, das die Macht hat, Träume wahr werden zu lassen. In das Buch zeichnet Hirono Wing-Man und erhält so tatsächlich Superkräfte. Mit der neu gewonnenen Kraft hilft Kenta Aoi das Traumland gegen Rimeru zu verteidigen. Rimeru hat es auch auf das Buch abgesehen und er will die Kontrolle über Botoreem an sich reißen.

## Veröffentlichung
Der Manga erschien 1983 im Magazin Shūkan Shōnen Jump beim Verlag Shūeisha. Dieser brachte die Kapitel auch gesammelt in 13 Bänden heraus. Eine französische Ausgabe erschien bei Editions Tonkam, eine italienische bei Edizioni Star Comics.

## Anime
Eine Adaption als 47-teilige Animeserie entstand beim Studio Toei Animation unter der Regie von Tomoharu Katsumata. Die Drehbücher schrieben Akiyoshi Sakai, Shigeru Yanagawa und Sukehiro Tomita. Das Charakterdesign entwarf Yoshinori Kanemori, für die sonstigen Designs war Tadanao Tsuji verantwortlich und Morihiro Katō fungierte als Produzent. Die Animationsarbeiten leitete Masamune Ochiai und für den Schnitt war Yasuhiro Yoshikawa verantwortlich.
Die 25 Minuten langen Folgen wurden vom 7. Februar 1984 von TV Asahi in Japan unter dem Titel Yume Senshi Wingman (夢戦士ウイングマン) ausgestrahlt. Eine französische Fassung wurde mehrfach im französischen Fernsehen ausgestrahlt, ebenso eine italienische Fassung in Italien.

### Synchronisation
| Rolle                 | japanischer Sprecher (Seiyū) |
| --------------------- | ---------------------------- |
| Kenta Hirono/Wing-Man | Ryō Horikawa                 |
| Aoi Yume              | Yōko Kawanami                |
| Miku Ogawa            | Naoko Watanabe               |
| Momoko Morimoto       | Yuriko Yamamoto              |
| Rimel                 | Hideyuki Tanaka              |

### Musik
Die Musik der Serie komponierte Keiichi Oku. Das Vorspannlied ist Different Dimension Story von Popura und der Abspann ist unterlegt mit Wing Love von Norimasa Yamanaka.

## Videospiel
1984 erschien eine Visual Novel zum Manga. Das Point-and-Click-Adventure wurde von TamTam entwickelt und von Enix für den NEC PC-8801 und andere japanische PC-Systeme veröffentlicht.